# Friedrich Mathias von Galen
Le comte Friedrich Mathias von Galen (né le 20 mai 1865 à Munster et mort le 10 novembre 1918 à Dinklage) est un aristocrate allemand, propriétaire terrien et député du Reichstag.

## Biographie
Galen est le fils aîné du comte Ferdinand Heribert von Galen. La famille von Galen est une famille ancienne et prestigieuse de religion catholique. Il étudie au lycée jésuite Stella Matutina à Feldkirch et au lycée Antonianum de Vechta (de). À partir de 1885, il étudie la théologie dans les universités de Lille, Bonn, Rome et Münster. Au début, il renonce à son droit d'aînesse, mais après une longue maladie, il interrompt ses études et reprend l'administration des biens de son père. Depuis 1894, il est marié à Paula née baronne von Wendt (de) (1873-1959), fille du député du Reichstag Carl Hubert von Wendt (de) (1832-1903). Le couple a à son tour une fille qui devient religieuse, c'est pourquoi l'héritage revient plus tard au neveu Christoph Bernhard von Galen (de). Friedrich Mathias von Galen est chevalier d'honneur de l'ordre souverain de Malte et président du Congrès catholique de Mayence en 1911.
Galien est membre du parlement provincial de Westphalie (de) depuis 1899, du conseil de district et du comité de l'arrondissement de Beckum (de). De 1907 à 1918, il est député du Reichstag pour la 3e circonscription d'Oldenbourg (Vechta, Delmenhorst, Cloppenburg) avec le Zentrum. À partir de 1912, il est également membre de la chambre des seigneurs de Prusse. Il meurt le 10 novembre 1918 de la grippe espagnole.